# Josué Moyano
Josué Moyano (San Luis, 15 de febrero de 1989) es un ciclista argentino.

## Trayectoria
Comenzó compitiendo en mountain bike donde fue campeón nacional juvenil, para luego pasar al ciclismo de ruta. En 2008 ganó la Vuelta Ciclista de la Juventud que se disputa en Uruguay y en 2009 integrando la selección argentina sub-23 participó del Tour de San Luis.
En agosto de 2010 le surgió la posibilidad de competir en España en el equipo amateur Construcciones Paulino.
Compitió en la prueba de ruta sub-23 del campeonato de ciclismo en ruta en Australia junto a Ariel Sívori y Daniel Díaz.
En enero de 2011 disputó el Tour de San Luis con su selección nacional ubicándose en el 3.er lugar de la clasificación general, siendo el mejor argentino de la competencia además de vencer en la clasificación sub-23.
Con el seleccionado Argentino obtuvo la medalla de plata en el campeonato Panamericano disputado en Colombia y en el mes de octubre participó del Campeonato Mundial de Ciclismo en Ruta en la categoría sub-23. El resto de la temporada 2011 compitió para el equipo Caja Rural formando parte de la formación amateur y para 2012 fue confirmada su incorporación al equipo como profesional.
Tras dos años de profesionalismo en España, volvió a su país fichando por el equipo San Luis Somos Todos.

## Palmarés
2011
- 1 etapa de la Vuelta a Navarra

2017
- 1 etapa de la Vuelta Ciclista del Uruguay

## Equipos
- Caja Rural (2012-2013)
- San Luis Somos Todos (2014-2016)
- Municipalidad de Pocito (2017-2019)

## Vida personal
Tiene un hijo llamado Fausto.[cita requerida]